# Egregyi-völgy
Az Egregyi-völgy a Kelet-Mecsek nyugati határa.
Neve a völgyben fekvő Magyaregregy falura utal.
Alján fut a Völgységi-patak, amely a Takanyó, a Hidasi-völgy és a Várvölgy vizeit gyűjti össze.
A zobáki hágótól kezdődik, innen bükkösökön fut keresztül. A völgyben fut a Komlóról, illetve Hosszúhetényből a Magyaregregy és Szászvár irányába tartó műút.

## Növényei
Kezdetben Zobák után a völgy bükkösökön futk eresztül. A völgy kiszélesedő részében a műút mentén számos kaszálórét van. A patak mellett nagy mennyiségben látható az acsalapu és az óriás zsurló. Bükkös, gyertyános, tölgyes erdőinek védett növényei többek közt a szúrós és a lónyelvű csodabogyó, a májvirág és a közönséges kankalin.

## Turistalátványosságai

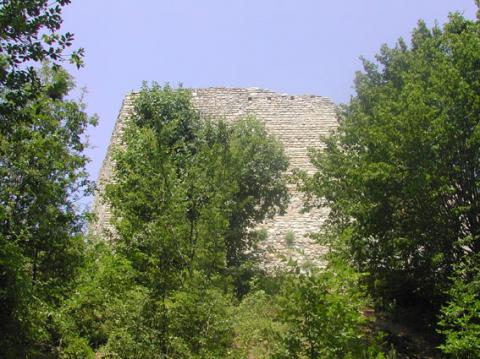
A Márévár alulnézetből.

- A Márévár.
- A Várvölgyben geológiai tanösvény.

## Forrásai
A völgyben számos forrás fakad, például:
- Kő-kút
- Mézes-kút (a Mézes-rét metsződésében egy szurdokvölgyben).[1]